# Aranyfecske

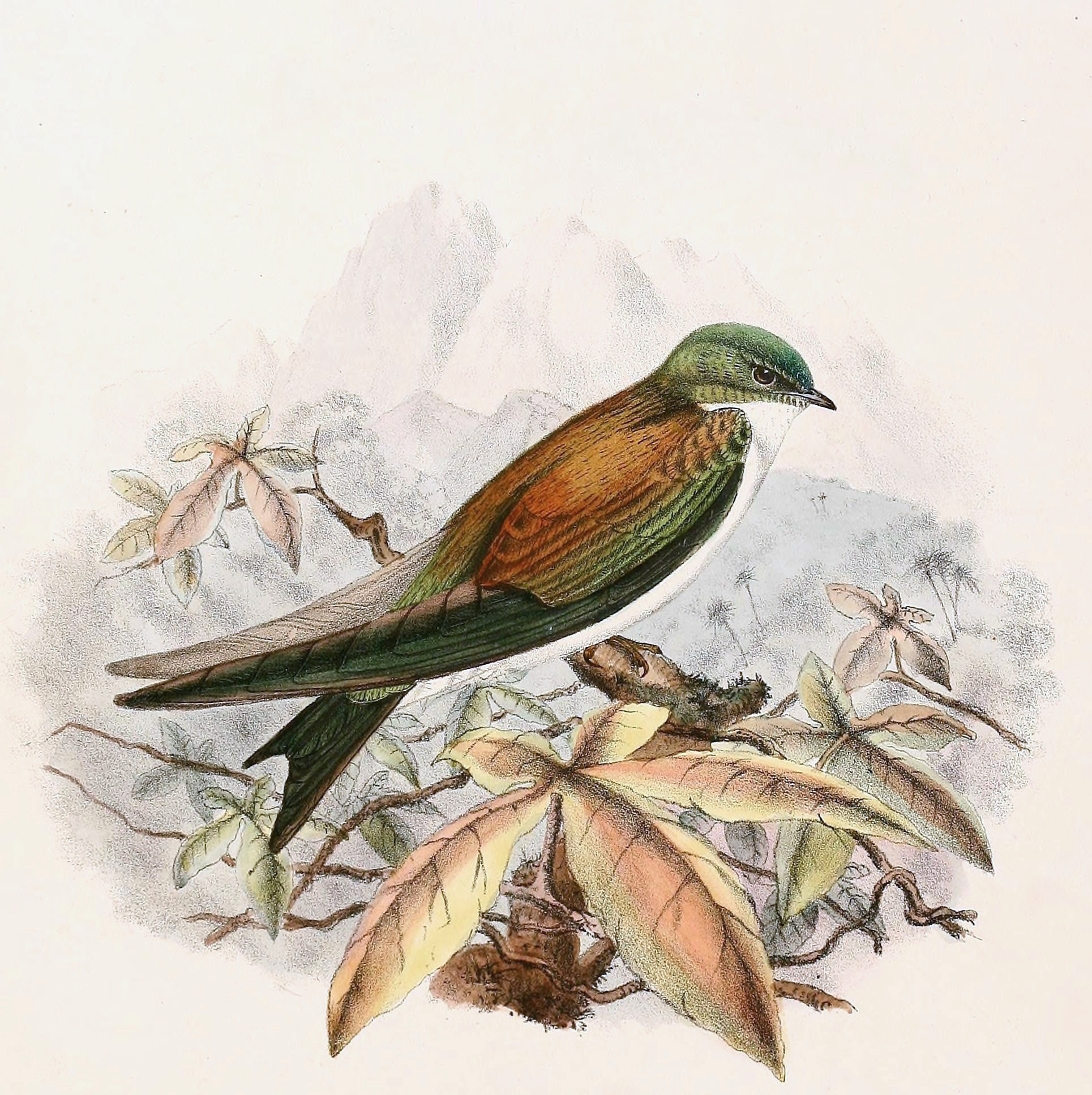
Aranyfecske (Tachycineta euchrysea) 1894

Az aranyfecske (Tachycineta euchrysea) a madarak osztályának a verébalakúak rendjébe, ezen belül a fecskefélék (Hirundinidae) családjába tartozó faj.

## Rendszerezése
A fajt Philip Henry Gosse angol természettudós írta le 1847-ben, a Hirundo nembe Hirundo euchrysea néven.

## Alfajai
- Tachycineta euchrysea euchrysea (Gosse, 1847) - Jamaica;
- Tachycineta euchrysea sclateri  (Cory, 1884) - a Dominikai Köztársaság, Haiti.

## Előfordulása
Hispaniola szigetén, a Dominikai Köztársaság és Haiti területén honos, Jamaica szigetéről valószínűleg már kihalt. Természetes élőhelyei a szubtrópusi és trópusi síkvidéki és hegyi esőerdők, száraz erdők és gyepek, valamint szántok, legelők és városias környezet.

## Megjelenése
Testhossza 12–12,5 centiméter.

## Életmódja
Rovarokkal táplálkozik.

## Természetvédelmi helyzete
Az elterjedési területe kicsi, egyedszáma 1500-7000 példány közötti és csökken. A Természetvédelmi Világszövetség Vörös listáján sebezhető fajként szerepel.